# Aeroportul Melfi
Aeroportul Melfi (IATA: MEF) este un aeroport din Ciad ce deservește zona Melfi⁠(d).
Situat la o altitudine de 394 m, aeroportul dispune de o singură pistă.